# GPL超級聯賽
GPL超級聯賽（英語：Garena Premier League，簡稱：GPL），為Garena所舉辦的《英雄聯盟》東南亞跨國職業電子競技聯賽，賽事於2012年所建立。

## 賽事沿革
- 2012年，Garena建立《英雄聯盟》在東南亞和台港澳地區的首個職業電競聯賽GPL。
- 2015年，台港澳賽區自GPL獨立為LMS職業聯賽。
- 2018年，越南賽區自GPL獨立為越南冠軍系列賽（VCS），GPL則剩下新加坡、馬來西亞、菲律賓、泰國及印尼地區。
- 2018年春季賽期後，GPL改由英雄聯盟東南亞巡迴賽（LST）代替。
- 2019年12月19日，台港澳賽區的LMS職業聯賽與東南亞賽區（不含越南）的LST職業聯賽又合併為英雄聯盟太平洋職業聯賽（PCS）。

## 概要
| 赛季              | 時間                           | 冠軍              | 亞軍              | 季軍                         |
| ----------------- | ------------------------------ | ----------------- | ----------------- | ---------------------------- |
| 2012年GPL第一季赛 | 2012年5月18日 - 11月17日       | 台北暗殺星        | 新加坡先鋒        | 西貢小丑                     |
| 2013年GPL春季赛   | 2013年1月4日 - 04月21日        | 台北暗殺星        | 新加坡先鋒        | ahq e-Sports Club            |
| 2013年GPL夏季赛   | 2013年5月10日 - 08月11日       | ahq e-Sports Club | 新加坡先鋒        | 台北暗殺星                   |
| 2014年GPL冬季赛   | 2013年10月30日 - 2014年1月11日 | 台北暗殺星        | 台北狙擊者        | ahq e-Sports Club            |
| 2014年GPL春季赛   | 2014年2月12日 - 4月6日         | 台北暗殺星        | ahq e-Sports Club | 台北狙擊者                   |
| 2014年GPL夏季赛   | 2014年6月11日 - 8月16日        | 台北暗殺星        | ahq e-Sports Club | Logitech G Fighter           |
| 台港澳分開後      |                                |                   |                   |                              |
| 2015年GPL春季赛   | 2015年3月4日 - 4月10日         | 西貢新奇5         | 曼谷巨人          | ZOTAC 269                    |
| 2015年GPL夏季赛   | 2015年6月13日 - 8月20日        | 曼谷巨人          | 西貢小丑          | GIGABYTE Full Louis          |
| 2016年GPL春季赛   | 2016年4月6日 - 4月9日          | 西貢小丑          | 曼谷巨人          | 吉隆坡獵人 Imperium Pro Team |
| 2016年GPL夏季赛   | 2016年8月8日 - 8月14日         | 西貢小丑          | 曼谷巨人          | 吉隆坡獵人 Vestigial         |
| 2017年GPL春季赛   | 2017年4月12日 - 4月16日        | GIGABYTE Marines  | Ascension Gaming  | 吉隆坡獵人 Mineski           |
| 2017年GPL夏季赛   | 2017年8月21日 - 8月27日        | GIGABYTE Marines  | Young Generation  | Ascension Gaming             |
| 越南分開後        |                                |                   |                   |                              |
| 2018年GPL春季赛   | 2018年3月28日 - 4月1日         | Ascension Gaming  | 吉隆坡獵人        | Mineski                      |

## 歷屆回顧

### 2012年GPL第一季赛
第一屆賽制為季賽積分制，積分前三晉級Bo3(三戰兩勝制)的季後賽，總獎金為美金兩萬三千五百美元。
| 總冠軍賽名次 | 隊伍       | 獎金         |
| ------------ | ---------- | ------------ |
| 冠軍         | 台北暗殺星 | 美金10,000元 |
| 亞軍         | 新加坡先鋒 | 美金7,000元  |
| 季軍         | 西貢小丑   | 美金6,500元  |

### 2014年GPL冬季賽
GPL2014冬季賽事的參賽隊伍共有12隊，分別是：
台港澳地區：台北暗殺星、台北狙擊者、Ucan 香港態度（Ucan HKA）、ahq e-Sports Club（AHQ）

新馬地區：新加坡先鋒（SGS）、吉隆坡獵人（KLH）

越南地區：西貢小丑（SAJ）、西貢新奇5（SF5）、Full Louis（NFL）

菲律賓地區：Mineski（MSKI）

泰國地區：曼谷巨人（BKT)、Infinite（iFIN）。
| 總冠軍賽名次 | 隊伍              | 獎金         | 積分 |
| ------------ | ----------------- | ------------ | ---- |
| 冠軍         | 台北暗殺星        | 美金80,000元 | 400  |
| 亞軍         | 台北狙擊者        | 美金40,000元 | 200  |
| 季軍         | ahq e-Sports Club | 美金25,000元 | 150  |
| 殿軍         | 西貢小丑          | 美金15,000元 | 100  |

### 2014年GPL春季賽
GPL2014春季賽事的參賽隊伍共有12隊，分別是：
台港澳地區：台北暗殺星、台北狙擊者、Yoe閃電狼（Yoe FW）、ahq e-Sports Club（AHQ）

新馬地區：新加坡先鋒（SGS）、Insidious Gaming（iSG）

越南地區：西貢小丑（SAJ）、西貢新奇5（SF5）、Neolution Esports Full Louis（NFL）

菲律賓地區：Imperium Pro Team（IPT）、Tt Esports Manila Eagles(MLE）

泰國地區：曼谷巨人(BKT)、Infinite（iFIN）。
| 總冠軍賽名次 | 隊伍              | 獎金         | 積分 |
| ------------ | ----------------- | ------------ | ---- |
| 冠軍         | 台北暗殺星        | 美金80,000元 | 600  |
| 亞軍         | ahq e-Sports Club | 美金40,000元 | 300  |
| 季軍         | 台北狙擊者        | 美金25,000元 | 225  |
| 殿軍         | 西貢小丑          | 美金15,000元 | 150  |

### 2014年GPL夏季賽
GPL2014夏季賽事的參賽隊伍共有12隊，分別是：
台港澳地區：台北暗殺星、ahq Fighter（ahq F）、Machi E-sports（Machi）、ahq e-Sports Club（AHQ）

新馬地區：Insidious Gaming Rebirth（IGR)、Insidious Gaming（iSG)

越南地區：西貢小丑（SAJ）、西貢新奇5（SF5）、Neolution Esports Full Louis（NFL）

菲律賓地區：Imperium Pro Team（IPT）、Tt Esports Manila Eagles（MLE）

泰國地區：曼谷巨人（BKT)、Infinite（iFIN）。
| 總冠軍賽名次 | 隊伍              | 獎金         | 積分 |
| ------------ | ----------------- | ------------ | ---- |
| 冠軍         | 台北暗殺星        | 美金80,000元 | 800  |
| 亞軍         | ahq e-Sports Club | 美金40,000元 | 400  |
| 季軍         | ahq Fighter       | 美金25,000元 | 300  |
| 殿軍         | 西貢新奇5         | 美金15,000元 | 200  |

## 外部連結
- GPL官方網站
- 官方網路直播頻道 （页面存档备份，存于）